# Alain Ade
Pour les articles homonymes, voir Ade.
Alain Ade, né le 3 août 1955 à Envronville (Seine-Maritime), est un cinéaste, auteur de chansons et écrivain français.

## Biographie
Après des études au lycée Jeanne-d’Arc de Rouen, il entre au conservatoire d’art dramatique de la ville, dans la classe de Jean Chevrin. Il intègre ensuite le groupe très actif des cinéastes rouennais, parmi lesquels Claude Duty. S’ensuit une participation en tant qu’assistant, coscénariste, coréalisateur ou acteur à une trentaine de courts et longs-métrages. Il crée également, avec Luc Carpentier, le ciné-club du Palais des Congrès de Rouen.
Associé à partir de 1975 aux Rencontres du jeune cinéma de Rouen, il rejoint l’équipe de programmation Art et Essai et Recherche du cinéma Le France animée par Jean-Louis Perrier.
En 1980, il entre à l’Institut du cinéma scientifique, à Paris, créé par Jean Painlevé. De 1984 à 1986, il occupe divers postes d’assistant-réalisateur ou d’assistant-producteur dans le cinéma d’entreprise et le court-métrage.
À partir de 1986, il devient documentaliste dans le cinéma institutionnel, publicitaire, le clip, la télévision. Suivront des dizaines de films et d’émissions de télévision, parmi lesquels Gainsbourg à la Télé (INA entreprise), Dans la peau de Jacques Chirac, de Michel Royer et Karl Zéro, César du meilleur film documentaire 2007, Arrêt sur Images (France 5), Le Vrai Journal (Canal Plus), Sagas (TF1), L'œuf de Colomb (France 5), Stars intimes (M6), Tutti Frutti (France 2), etc.
Au début des années 2000, il décide de se consacrer à l'écriture. Son premier livre, Quinze au balcon, est un recueil de nouvelles célébrant les seins des femmes.
Il est l'auteur des novélisations des séries de France 3 La Commanderie et Un village français,.
Il a collaboré à la revue Télévision française, la saison.
Entre 2010 et 2013, il publie de temps à autre des chroniques dans l'hebdomadaire Politis : Moustaki, ma liberté, Buyle brille en Breem; La rentrée des cloches, La perte de la triple hase, Lettre à Hiroko, Le conseil déministre...
Il est membre de la Société des Auteurs de Normandie : https://sadn.fr/

## Vie privée
Il est le compagnon de la journaliste et éditrice Marie-Édith Alouf. Ensemble ils ont une fille, Émilie Ade, née en 1998.

## Filmographie sélective (fiction)
- 1977 : Briefing (16 mm, 10 min), scénariste, réalisateur
- 1980 : Magazine (16 mm, 10 min), scénariste, parolier, compositeur, réalisateur. Sélection officielle Festival de Clermont-Ferrand[6],[7]
- 1984 : Intra muros, de Claude Duty, assistant réalisateur
- 1986 : Les énervés de Jumièges, de Claude Duty, assistant réalisateur
- 1995 : La Pucelle des zincs (35 mm, scope), scénariste, parolier, réalisateur. Comédie musicale coréalisée avec Claude Duty. Sélection officielle Festival de Clermont-Ferrand[6],[7]
- 1997 : Poids et moi, de Claude Duty, scénariste[6]
- 1999 : On roule à deux, de Franck Saint-Cast, parolier, compositeur
- 2007 : Dans la peau de Jacques Chirac, de Michel Royer et Karl Zéro, documentaliste[8]

## Chansons

### Pour le filmMagazine(1980)
Réalisation, paroles et musique : Alain Ade — guitare : Michel Delamar — enregistrement : François Groult, studio Izason
- La chair du mineur
- Rivière
- Guitare mon amie

### Pour le filmLa Pucelle des zincs(1995)
Réalisation : Alain Ade et Claude Duty — paroles : Alain Ade — musique, orchestration et enregistrement : Loïc Louvel, Quasar Studio 
- Jolie Pucelle
- Domrémy blues
- Bossa moba
- Mes intentions sont pures
- Gosiers secs
- We are thirsty
- L'ami Charles
- Mission accomplie
- Deuxième service
- Trahison
- Nul n'est prophète
- Jolie Pucelle (final)

### Pour le filmOn roule à deux(1999)
Réalisation : Franck Saint-Cast — paroles et musique : Alain Ade — piano et orchestration : Stéphane Henriette
- On roule à deux

## Télévision (sélection)
- Mélomanuit, FR3, documentaliste
- Festival Rossini, FR3, documentaliste
- L'œuf de Collomb, La Cinquième, documentaliste
- Arrêt sur images, La Cinquième, documentaliste
- Le vrai journal, Canal Plus, documentaliste, auteur
- Gainsbourg à la télé, Canal Plus, documentaliste
- Prévost à la télé, Canal Plus, documentaliste
- Tutti Frutti, France 2, documentaliste
- Faits divers à la une, France 5, documentaliste
- Sagas, TF1, documentaliste
- Stars intimes, M6, documentaliste
- Il était une fois, Canal Plus, documentaliste
- Comiques et présidents, Canal Plus, documentaliste